# Antocha (Antocha) confluenta
Antocha (Antocha) confluenta is een tweevleugelige uit de familie steltmuggen (Limoniidae). De soort komt voor in het Palearctisch gebied.